# Carlos Agüero Fundora
Carlos Agüero Fundora (Camagüey, 12 de febrero de 1853 - Matanzas, marzo de 1885), fue un militar y patriota cubano. General de brigada del Ejército Libertador de su país. Participó en la Guerra de los Diez Años. Dirigió una fallida expedición armada a Cuba después de la Guerra Chiquita. Tras varios enfrentamientos con el enemigo colonialista, cayó en combate en algún lugar de la provincia de Matanzas, en una fecha aún no precisada del año 1885.

## Orígenes y Guerra de los Diez Años
Nació en Puerto Príncipe, Camagüey, el 12 de febrero de 1853. Participó en la Guerra de los Diez Años. Se opuso firmemente a la Sedición de Santa Rita. Terminó la guerra en 1878 con grado de coronel.

## Expedición independentista
El 14 de noviembre de 1883 emigró de Cuba hacia los Estados Unidos. En 1884 organizó una expedición independentista, encabezándola con grado de brigadier. Se embarcó, junto a 15 expedicionarios más, en una goleta de nombre impreciso en Cayo Hueso, el 1 de abril de 1884. La mayoría de los integrantes de la expedición eran curtidos veteranos de la Guerra de los Diez Años. 

## Desembarco y combates
Desembarcó cerca de la ciudad de Cárdenas, en la provincia de Matanzas, durante la noche del 4 de abril de 1884. A pesar de haber desembarcado por la costa norte de la provincia, los independentistas se dirigieron hacia las más intrincadas zonas del sur. Allí, combatió en Raíz de Jobo, el 19 de abril, Las Angustias, el 4 de mayo, y Sabanilla del Cocodrilo, el 25 de julio.

## Imprecisiones históricas
A partir de ese punto, la historia diverge. Según algunas fuentes, marcharon hacia la provincia de Las Villas, operando entre la zona sur de Santa Clara y las inmediaciones de Cienfuegos. Allí, incendió varios objetivos y participó en diversas escaramuzas. Sin embargo, al pasar de los meses la tropa se reducía cada vez más. Debido a esto, se vieron obligados a esconderse en la Ciénaga de Zapata.
Otras fuentes aseguran que los expedicionarios nunca salieron del territorio de la provincia de Matanzas. En esa provincia, lograron tomar el poblado de Manguito y combatieron contra los colonialistas en los ingenios Benemérito, Dos Hermanos y Raíz de Jobo.

## Muerte
La versión más conocida de su muerte reza que, el 5 de marzo de 1885, cayó macheteado en una trampa enemiga en el potrero de Mederos, en La Martina, cerca de Calimete.
Según otras fuentes, el día y el lugar de su caída varían. Se ha mencionado que la fecha también pudo haber sido el 2 de marzo. No obstante, lo que se tiene por seguro es que cayó en combate en marzo de 1885, en algún lugar de la provincia de Matanzas.